# 남윤재 (1996년생 축구 선수)
남윤재(한국 한자: 南潤宰, 1996년 5월 31일 ~ )는 대한민국의 축구 선수이며 포지션은 공격수이다.

## 수상

### 클럽

#### 경주 한국수력원자력 축구단
- 내셔널리그
  - 우승 : 2017